# Montellano
Montellano ist eine spanische Gemeinde mit 7.031 Einwohnern (Stand: 2024) Einwohnern in der andalusischen Provinz Sevilla.

## Geografische Lage
Montellano liegt 66 Kilometer südöstlich der Provinzhauptstadt Sevilla. Der Ortskern liegt am Abhang des Monte de San Pablo auf 230 bis 300 msnm. Die nördlichen und östlichen Ortsteile liegen an steilen Abhängen, die dem Wachstum der Gemeinde eine natürliche Grenze setzen. Die südlichen und westlichen Ortsränder profitieren von einer sanfteren Topografie, die eine weitere Ausdehnung begünstigt. Das historische Zentrum gruppiert sich um die Pfarrkirche im östlichen Teil der Besiedlung. Die Häuserzeilen dort erstrecken sich in Ost-West-Richtung. In den jüngeren Stadtvierteln im Westen verlaufen die Straßenzüge weniger regelmäßig.

## Bevölkerungsentwicklung
| Jahr      | 1900  | 1910  | 1920  | 1930  | 1940   | 1950   | 1960  | 1970  | 1980  | 1990  | 2000  | 2010  | 2020  |
| --------- | ----- | ----- | ----- | ----- | ------ | ------ | ----- | ----- | ----- | ----- | ----- | ----- | ----- |
| Einwohner | 6.874 | 8.332 | 8.973 | 9.046 | 11.098 | 11.022 | 9.480 | 7.410 | 6.712 | 7.015 | 6.679 | 7.153 | 7.020 |

## Geschichte
Die ersten Ansiedlungen lassen sich bis in die Bronzezeit zurückverfolgen. Auf die phönizische Herrschaft folgte die Römerzeit. Aus ihr sind archäologische Fundstätten wie die Reste des Gutshauses Ponce sowie Reste von Begräbnisstätten bei den Örtlichkeiten Las Lumbreras und La Ballestera erhalten. Mauerreste können auf eine römische Siedlung hindeuten; deren Zuordnung ist jedoch umstritten.
Einer Überlieferung nach fand bei der Örtlichkeit La Vega de los Caballeros im Jahr 711 die Schlacht am Río Guadalete statt, in der die Westgoten einem arabisch-maurischen Heer unterlagen. Nach der arabischen Eroberung wuchs die Bevölkerung; wirtschaftliche Grundlage dafür war die Viehzucht. Reste maurischer Architektur bei Algaidas de Cotte und Mazmorras zeugen von jener Zeit.
Es ist nicht bekannt, zu welchem genauen Zeitpunkt die christliche Rückeroberung stattfand. Historischen Dokumenten zufolge lässt sie sich auf 1240 – 1253 eingrenzen. Ein unklarer Grenzverlauf zum benachbarten Emirat von Granada verhindert eine genauere Datierung. 1461 fiel der Ort in den Besitz des Adelshauses Osuna. Unter deren Herrschaft blieb er bis zum Beginn des 19. Jahrhunderts. 1788 wurden Montellano kraft königlichen Erlasses von Karl III. die Stadtrechte verliehen.
Während der Napoleonischen Kriege wurde die Stadt zweimal von französischen Truppen besetzt und in Brand gesteckt, um den Widerstand der einheimischen Bevölkerung zu brechen. Von daher rührt die Abbildung der brennenden Stadt im Stadtwappen, mit der Beschriftung POR LOS FRANCESES | 14 y 22 D ABRIL | ~ 1810~.

## Kultur

### Historische Gebäude
- Pfarrkirche des Señor San José[7] von 1730.
- Ermita de los Remedios[8] von 1887–1888
- Haus der Hermanas de la Compañía de la Cruz[9] von 1920.
- Altenheim San Fernando y Santa Elisa der Hijas de la Caridad de San Vicente de Paúl.
- Historischer Schießplatz, der eine Aussicht über die Stadt bietet.
- La Bodeguita, 2016 renoviert.

### Naturdenkmäler
Das Monumento Natural Tajos de Mogarejo befindet sich in der Schlucht des Salado, einem Zufluss des Guadaíra. An seinen Ufern findet sich ein Auwald, reich an Tamarisken, die an einen salzigen Boden angepasst sind. In der Umgebung des Bachs halten sich kleine Gehölze und Buschgruppen mit Johannisbrotbäumen, Zwergpalmen und Rosmarin.

### Festlichkeiten

#### Jubileos
Fest zu Ehren der Stadtpatronin Nuestra Señora de los Ángeles vom 2. bis zum 5. August.

#### Karwoche (Semana Santa)
In der Karwoche bringen zwei Bruderschaften die Passion und Auferstehung Jesu Christi zu Gehör, typischerweise gemäß sevillanischem Brauch: Am Mittwoch die Hermandad y Cofradía de Nazarenos de Nuestro Padre Jesús del Gran Poder und am Karfreitag die Hermandad del Santísimo Cristo de los Remedios. Seit 2000 veranstaltet ein Verein der Kirchengemeinde am Palmsonntag eine Prozession zum Gedenken an den Einzug Jesu in Jerusalem.

#### Volksfest zu Ehren vonSan Isidro Labrador
Das Volksfest San Isodor Labrador ist ohne Zweifel das populärste und bekannteste Fest in Montellano, herausragend sogar in ganz Andalusien. Es wurde als Fiesta de Interés Turístico Internacional ausgezeichnet. Es findet am ersten Sonntag nach dem 15. Mai statt.

#### Prozession zu Ehren vonNuestra Señora de Fátima
Die Prozession zu Ehren Unserer Lieben Frau von Fátima findet Ende Mai jedes Jahres seit 1975 statt. Ein junger Mann hatte damals gelobt, eine Ehrenbezeugung zugunsten Mariens zu stiften, nachdem er überzeugt war, dass sie ihm eine besondere Gnade erwiesen habe. Eine Statue Mariens wird auf einer verzierten silbernen Plattform, die mit Kandelabern und Laternen geschmückt ist, zu einer Steineiche getragen.

#### Neujahrsfest
Man trifft sich am Neujahrsfest mit Familie und Freunden am Nationaldenkmal am Brunnen zu Musik, Umtrunk und ausgelassenem Feiern.

#### Landwirtschaftliche Ausstellung
Am ersten Wochenende im Mai trifft man sich zur Feria agroturística y ganadera. Ein Teil der Ausstellung richtet sich an Konsumenten und Touristen, dort werden landwirtschaftliche und kunsthandwerkliche Produkte ausgestellt und feilgeboten. Der andere Teil ist ein Viehmarkt.

#### Flamencofest
Am Wochenende vor den Jubileos findet das jährliche Flamencofestival statt, veranstaltet vom örtlichen Flamencoklub Peña Flamenca El Madroñero de Montellano mit Unterstützung der Stadt.

#### El Alternador
El Alternador ist ein alternatives Musikfestival.

## Persönlichkeiten
- Juan Ignacio Zoido (* 1957), spanischer Innenminister